# Associazione Milanese del Calcio
Associazione Milanese del Calcio (kortweg A.M.C.) was een Italiaanse voetbalclub uit Milaan.

## Geschiedenis
De club werd opgericht in 1913 na de fusie van FC Lambro en Unitas Club. In 1913/14 nam de club voor het eerst deel aan de Prima Categoria, de toenmalige hoogste klasse, die nog opgedeeld was in regionale kampioenschappen. In de groep Lombardije en Piëmont, waaraan tien clubs deelnamen, werd de club laatste. Het volgende seizoen werd de club vierde in een groep van zes. De Eerste Wereldoorlog strooide roet in het eten en de activiteiten werden gestaakt. Na de oorlog werd de club niet heropgericht.